# Germanea
Germanea  é um gênero botânico da família Lamiaceae

## Espécies
Apresenta 21 espécies:
Germanea andongensis Germanea australis Germanea concinna
Germanea crassifolia Germanea cylindracea Germanea elegantula
Germanea forskohlei Germanea galeata Germanea grallata
Germanea herbacea Germanea horrida Germanea laxiflora
Germanea maculosa Germanea myriantha Germanea nudiflora
Germanea pachystachya Germanea parviflora Germanea punctata
Germanea rotundifolia Germanea transvaalensis Germanea urticifolia